# Brasil Novo (Macapá)
Brasil Novo é um bairro do município brasileiro de Macapá, capital do estado do Amapá. Segundo o censo demográfico de 2022, realizado pelo Instituto Brasileiro de Geografia e Estatística (IBGE), sua população era de 13 889 habitantes e havia 3 876 domicílios particulares permanentes ocupados.
De acordo com o IBGE, em 2010 a população era de 13 273 habitantes e havia 3 163 domicílios particulares.
Em 2013, foi considerado como um dos bairros mais violentos de Macapá, tendo elevado índice de criminalidade. No entanto, em setembro do mesmo ano foi implantada uma Unidade de Policiamento Comunitário (UPC), a fim de atender a outros nove bairros da Zona Norte da cidade com 15 policiais militares e oito guardas municipais.